# Statisk träning

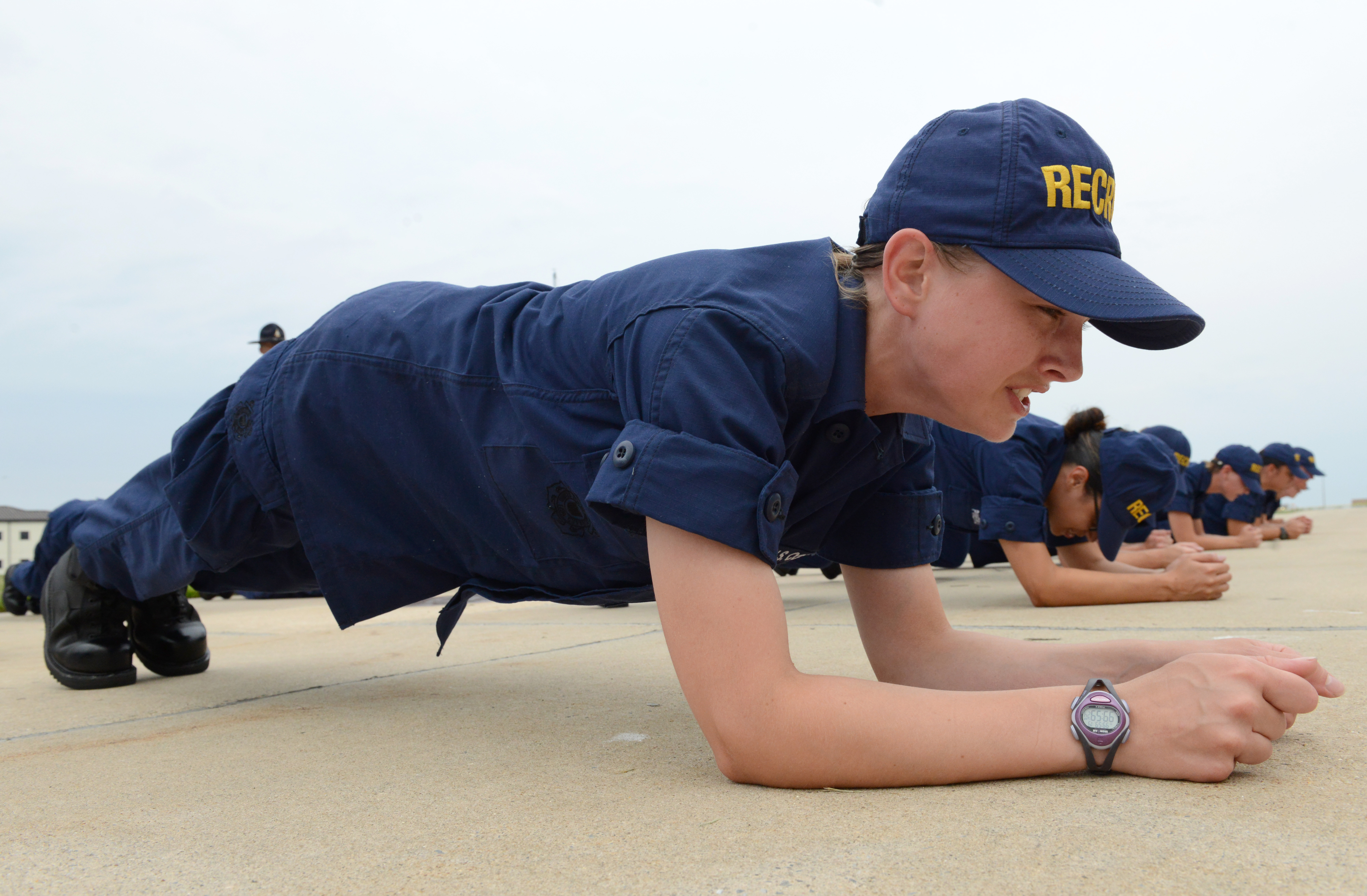
En amerikansk militär utför statisk träning med metoden plankan.

Statisk träning eller  Isometrisk träning är en typ av styrketräning där man till skillnad från dynamisk träning håller musklerna stilla i belastat tillstånd under en viss tid i träningscykeln. Vid statisk träning är syftet att försätta nervsystemet i ett anabolt tillstånd för att på så sätt bygga mer muskler. Statisk träning utförs normalt genom tyngre belastning än vid dynamisk träning.
En vanlig övningsmetod vid statisk träning är plankan.